# Ravne na Koroškem
Ravne na Koroškem este un oraș din comuna Ravne na Koroškem, Slovenia, cu o populație de 6.829 de locuitori.